# 卡达什曼·恩利尔二世
卡达什曼·恩利尔二世（约公元前1263年—约公元前1255年在位）（英語：Kadashman-Enlil II）加喜特国王。与其前任卡达什曼·图古尔一样，他与赫梯国王哈图西利斯三世保持往来，并大力修建苏美尔的尼普尔宗教建筑。 